# Мати Божа Акітська

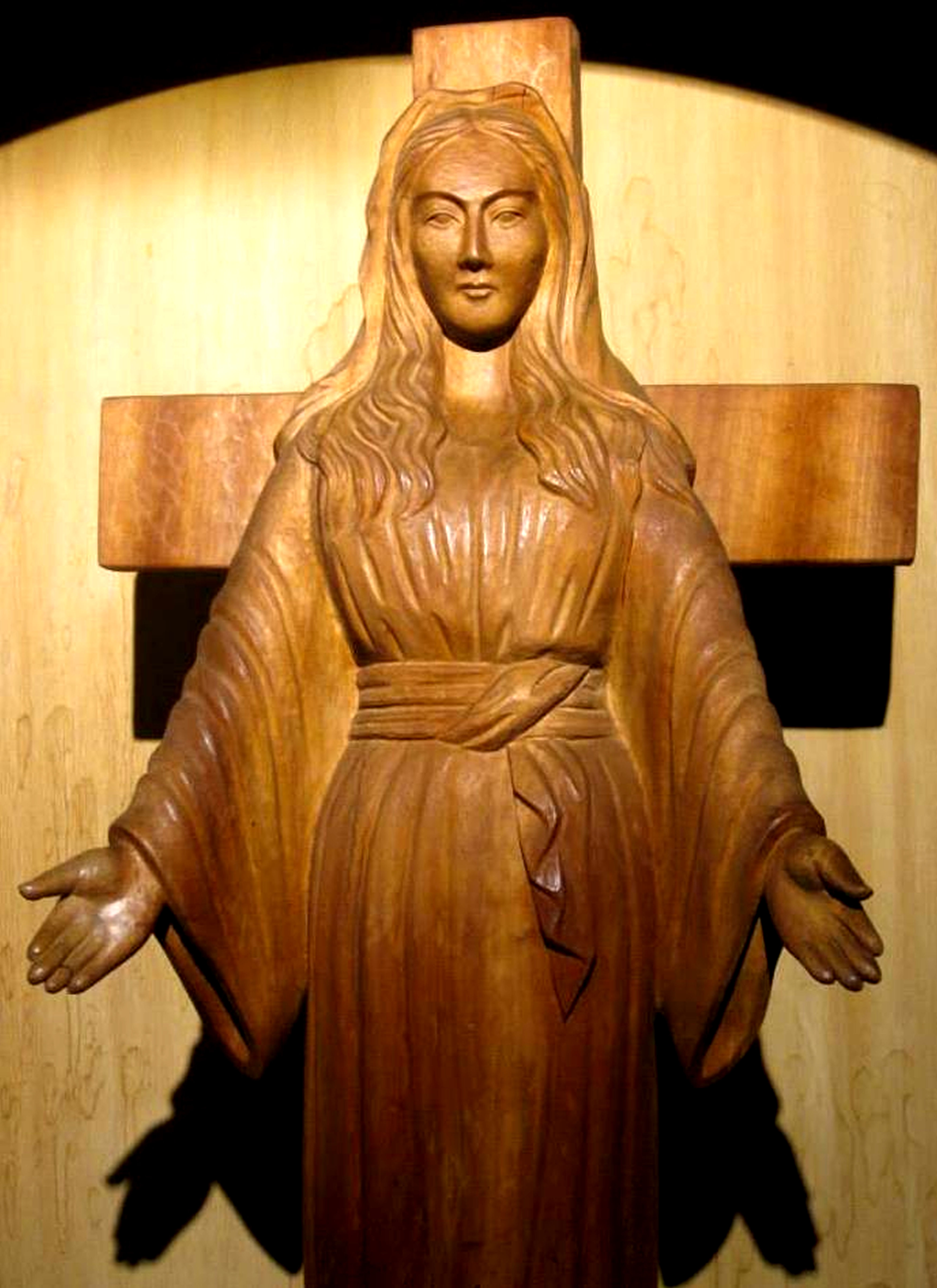
Статуя Діви Марії в Акіта

Богородиця об'явилася черниці Агнес Кацуко Сасагава (англ. Agnes Katsuko Sasagawa) в 1973 році в містечку Юзавадай (Yuzawadai) в префектурі Акіта на острові Хонсю в Японії. Божа Матір повідомила сестрі Агнес три послання. Об'явлення визнані дійсними 22 квітня 1984 року правлячим архієреєм Акітської єпархії римо-католицької церкви. У червні 1988 року Йозеф Ратцінгер, кардинал-префект Конгрегації доктрини віри дав остаточне рішення (definitive judgement) на події в Акіті, визнавши їх надійними і достовірними (worthy of belief).

## Монахиня Агнесса
Протягом декількох десятиліть Агнеса Сасагава мала безліч проблем зі здоров'ям. У 19-тирічному віці їй невдало зробили операцію з видалення апендикса. В результаті її нервова система була паралізована і на шістнадцять років вона виявилася прикутою до ліжка.
Агнесу переводили з однієї лікарні в іншу, їй було зроблено декілька операцій. За цей час вона прийняла католицьку віру і, нарешті, стала монахинею монастиря Пресвятої Діви Марії в Нагасакі. Через чотири місяці після постригу її здоров'я різко погіршилося. Десять днів Агнесса перебувала без свідомості й лікарі визнали її безнадійною. Незважаючи на такий діагноз, після прийняття святої води з Лурдського джерела, сестра Агнеса стала одужувати.
У 1969 році сестра Агнеса перейшла в орден Сестер служебниць Ісуса в Євхаристії. У 1973 році вона повністю оглохла і в такому стані пішла у віддалений монастир в містечку Юдзавадай в префектурі Акіта на острові Хонсю в Японії.

## Об'явлення
12 червня 1973 року сестра Агнеса раптом побачила яскраве світло, що виходить з дарохранильниці. Те ж саме відбувалося в два наступні дні — 13 і 14 червня.
28 червня 1973 року під час молитви Агнеса відчула різкий біль в лівій руці — так ніби її пронизала голка — і на долоні з'явилася кривава рана у вигляді хреста. У наступні дні біль посилився. 6 липня 1973 року під час молитви в монастирській каплиці Агнеса почула голос, що виходить від статуї Божої Матері. Агнеса почула перше з трьох послань Діви Марії. В цей же день, 6 липня 1973 року, сестри виявили кровотечу з правої руки дерев'яної статуї Божої Матері. Рана на руці Божій Матері зникла тільки 29 вересня 1973 року. В цей же день, 29 вересня 1973 року, на лобі і шиї статуї з'явилися рясні краплі поту.
3 серпня 1973 роки сестра Агнеса почула друге послання.
13 жовтня 1973 року Агнеса отримала третє, останнє, послання.
Стікання сліз статуєю Божої Матері транслювалося по національному японському телебаченню.

### Послання Діви Марії Акітської
Моя доню, моя послушниця. Ти добре корилася мені, залишивши все і пішовши за мною. Болять твої вуха? Будь впевнена — твоя глухота буде зцілена. Будь терпляча. Це твоє останнє випробування. Чи страждаєш ти від болю в руці? Молися для відшкодування за гріхи людей. Кожна сестра в цьому монастирі — моя незамінна дочка. Чи добре ти читаєш молитву Служниць Євхаристії? Давай помолимося разом:
«О, Пресвяте Серце Ісуса, істинно присутнє в Святій Євхаристії! Я присвячую (віддаю / вручаю) моє тіло і душу для повного єднання з Твоїм Серцем, яке постійно приноситься в жертву на всіх вівтарях світу, підносячи славу Отця, благаючи про пришестя Царства Його. Прошу, прийми мене як скромне приношення. Використовуй мене на Твій розсуд задля слави Отця і для порятунку душ».
«О, Пресвята Богоматір. Не дай мені ніколи відділятися від Твого Божественного Сина. Прошу, захисти і відгороди мене як Своє особливе дитя».
Багато молися за папу, єпископів і священників. З тих пір як ти хрестилася, ти завжди вірно молилася за них. Продовжуй молитися дуже багато ... дуже багато. Розкажи настоятелю все, що сталося сьогодні і слухайся його в усьому, що він скаже тобі. Ваш настоятель зараз всім серцем чекає ваших молитов.
Перше послання Божиї Матері Акітської. 6 липня 1973 року
Моя доню, моя послушниця. Чи любиш ти Господа? Якщо ти любиш Господа, слухай те, що Я повинна сказати тобі.
Це дуже важливо. Розкажи це своєму настоятелю.
Багато людей в цьому світі засмучують Господа. Я шукаю душі, які втішили б Його. Для того щоб утихомирити гнів Небесного Отця, Я шукаю, разом з моїм Сином, душі, які будуть відшкодовувати (покутувати) за грішників і невдячних, пропонуючи (жертвуючи) Богу свої страждання і бідність замість них.
Щоб світ дізнався гнів Небесного Отця по відношенню до сучасного світу, Він збирається накласти велике покарання на все людство. З моїм Сином багато раз я намагалася заспокоїти гнів Небесного Отця. Я запобігла прихід покарання, пропонуючи Йому страждання Його Сина на Хресті, Його дорогоцінну Кров і співстраждаючі душі, які умиротворяють Небесного Отця ... групи жертовних душ, переповнених любов'ю.
Молитва, покаяння, чесна бідність і відважні жертовні справи можуть пом'якшити гнів Небесного Отця. Я бажаю цього також від вашої обителі: будь ласка, збільште убогість (бідність), поглибите покаяння і моліться серед вашої убогості для відшкодування за невдячність і образи по відношенню до Господа з боку стількох багатьох людей. Повторюйте молитву Служебниць Пресвятого Серця Ісуса під час Святої Євхаристії, усвідомлюючи її значення. Здійсніть її на ділі. Запропонуйте ваше життя Богу для відшкодування за гріхи. Нехай кожна намагається, роблячи якомога більше, в міру своєї здатності і положення, повністю запропонувати себе Богу.
Навіть в суспільстві мирян молитва необхідна. Душі, які бажають молитися, вже збираються разом в цій обителі. Не приділяючи занадто багато уваги зовнішньої формі, палко і непохитно моліться, щоб умилостивити Господа.
Друге послання Божої Матері Акітської. 3 серпня 1973 року
Моя дорога доню, слухай уважно те, що Я повинна сказати тобі, і передай мої послання твоєму настоятелю.
Як Я вже говорила тобі, якщо люди не покаються і не покращаться, то Небесний Отець накладе велике покарання на все людство. Безумовно, це покарання буде більше, ніж Потоп; воно буде таке, якого світ ніколи не бачив раніше.
Вогонь зійде з неба і велика частина людства загине ... Хороші поряд з поганими загинуть, не вбережеться ні священник, ні віруючий. Уцілілі піддадуться таким жахливим випробуванням, що вони будуть заздрити мертвим. Єдиною зброєю, яке залишиться для вас, будуть розарій і знамення, залишене моїм Сином.
Кожен день повторюйте молитви на вервиці. На розарії моліться за єпископів і священників. Діяльність диявола проникне навіть у церкву. Кардинали будуть проти інших кардиналів і єпископи проти інших єпископів.
Священників, які шанують Мене, будуть зневажати і засуджувати їх товариші по службі; церкви і вівтарі будуть розграбовані; церква буде наповнена тими, хто погоджується на компроміси, і демон буде спокушати багатьох священників і віруючих залишити службу Господу.
Демон посилено намагається вплинути на душі, які присвятили себе Богу. Роздуми про смерть стількох багатьох душ є причина моєї печалі. Якщо гріхи триватимуть відбуватися і далі, для них не буде більше прощення.
Сміливо передай ці послання настоятелю. Він велить кожній з вас продовжувати непохитно молитися і працювати для відшкодування (покути) гріха богохульства, наказуючи всім вам ревно молитися. Моліться дуже багато, читаючи молитви на вервиці. Тільки Я можу ще допомогти вам від майбутніх лих. Ті, хто повністю довіряться Мені, отримають необхідну допомогу.
Третє послання Божої Матері Акітської. 13 жовтня 1973 року

### Позиція церкви
У квітні 1984 року Його Високопреосвященство Іван Седзіро Іто, єпископ Ніїгати, після багаторічного дослідження явищ, офіційно визнав акітське об'явлення істинними і закликав усіх віруючих єпархії віддавати побожне шанування Божій Матері Акітській.
22 квітня 1984 року єпископ Іто, після восьмирічного дослідження трьох послань Божої Матері, офіційно визнав послання Божої Матері Акітської істинними. Це рішення було прийнято єпископом Іоанном після консультації з Конгрегацією доктрини віри і з кардинал-префектом Конгрегації Йозефом Ратцингером (з 19 квітня 2005 року — Папа Бенедикт XVI).
Було визнано істинним, що в японському містечку Акіта статуя Богоматері проливала кров, піт і сльози. Ці факти були засвідчені більш ніж 500-ми християнами і нехристиянами, включаючи буддійського мера міста; а черниця Агнеса Кацуко Сасагава отримала стигмати і послання Божої Матері.
У червні 1988 року Йозеф Ратцингер, кардинал-префект Конгрегації доктрини віри дав остаточне рішення (definitive judgement) на події в Акіті і послання Божої Матері Акітской, визнавши їх надійними і достовірними (worthy of belief).

## Плачуча статуя
Телеканал «Токіо 12» зняв статую плачу в грудні 1973 р. Групи крові статуї та її піт та сльози були типу B та AB відповідно.